# Єраново
Єраново (словен. Jeranovo) — поселення в общині Камник, Осреднєсловенський регіон, Словенія. Висота над рівнем моря: 401,2 м.